# Hanseat (Gebäck)

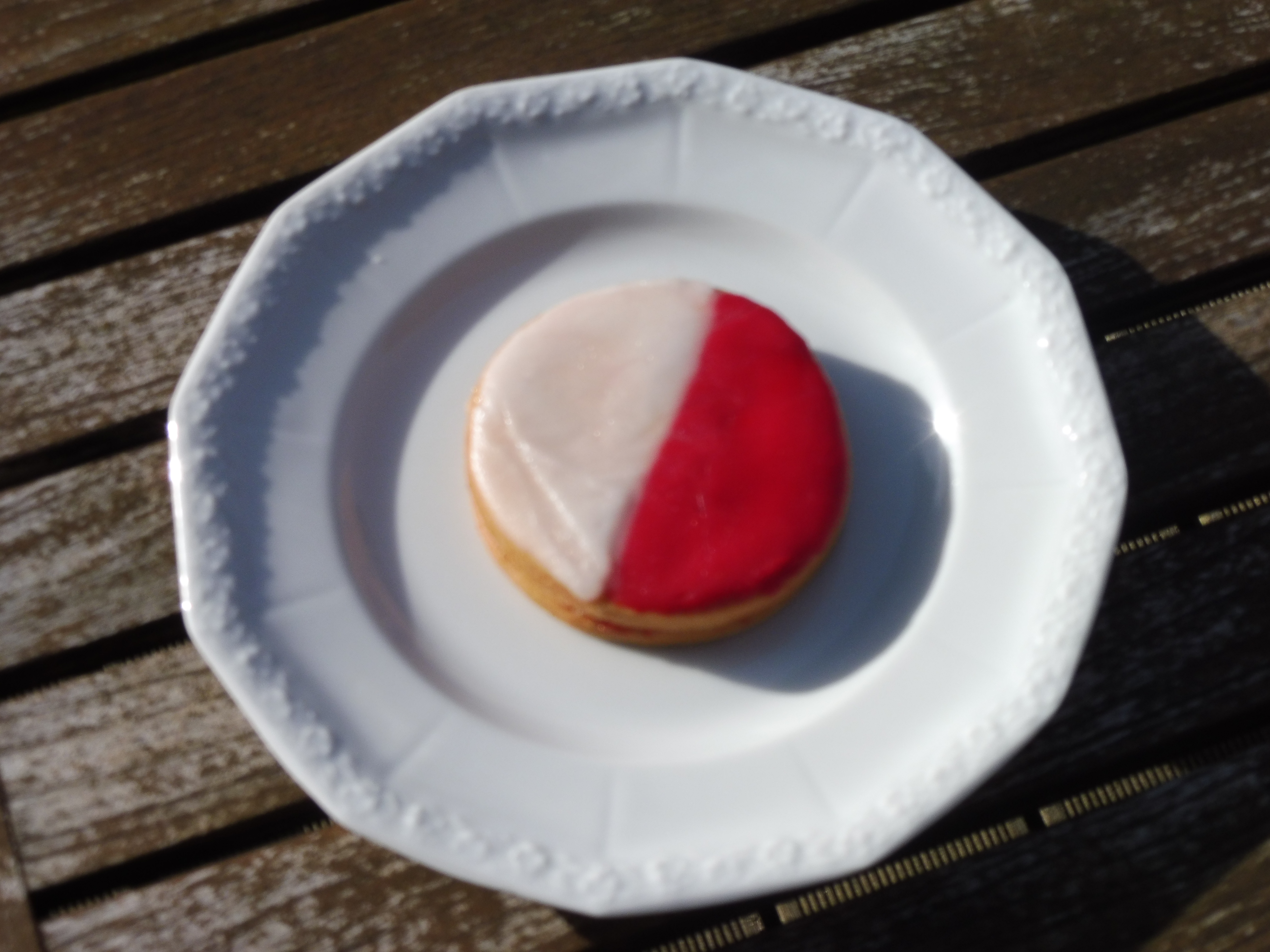
Mecklenburger Hanseat

Der Hanseat ist ein norddeutsches Gebäck, das von dem Lübecker Bäcker und Konditor Heinrich Schabbel im ausgehenden 19. Jahrhundert erfunden wurde. Es besteht aus zwei runden Mürbeteigscheiben von 8–10 cm Durchmesser und 5 mm Dicke, deren Ränder für gewöhnlich gezackt sind. Zwischen den Scheiben befindet sich eine dünne Schicht Erdbeer- oder Himbeerkonfitüre. Die obere Scheibe ist mit einer Zuckerglasur versehen, von der die eine Hälfte weiß, die andere rot gefärbt ist. Die zweifarbige Glasur ist hergeleitet vom Rot-Weiß der Hanseflaggen und Wappen der Hanse. Der Name Hanseat ist eine Referenz an Schabbels Vaterstadt Lübeck, die „Königin der Hanse“.